# Jean Carrelet de Loisy
Pour les articles homonymes, voir Jean de Loisy.
Jean Bernard Marie Gérard Carrelet de Loisy (14 février 1916 à Taulé - mort au combat le 23 novembre 1944 à Mulhouse) est un lieutenant  français qui s'est distingué lors de la participation à la libération de la ville.

## Biographie
Jean de Loisy, né le 14 février 1916, est bachelier "es" mathématiques. Il a moins de 16 ans et demi et prépare Saint-Cyr à l’École de Sainte Geneviève à Versailles. Il est admis à l’École spéciale militaire de Saint-Cyr en 1937 où il rejoint la future promotion « Marne et Verdun » (124e promotion de Saint-Cyr). Rentré huitième, il sortira de sa promotion cinquante troisième sur 380 et choisira la cavalerie.

## Ses faits d'armes
Lors de la mobilisation, il participera à la mise sur pied du 15e Régiment de Dragons portés puis, après un stage à Saumur, il est affecté au 2e Régiment de Cuirassiers à la DLM avec lequel il connaîtra ses premiers combats en Belgique et en Flandres. Il participera à la victoire sans lendemain de Gembloux où il sera cité pour la première fois à l’ordre de l’armée ; il n’a alors que 23 ans. Les qualités de Jean de Loisy, son calme et son courage au feu étaient, dès le début de la campagne, remarqués par ses chefs :
Mais mieux que par une citation, son Colonel, Jean Touzet du Vigier, rendra hommage à sa valeur et dira « Loisy, c’est un seigneur ». Les restes du 2e Cuirassiers décimé après de durs combats, sont ensuite évacués par Dunkerque. La traversée est mouvementée, le bateau où se trouve Loisy torpillé, mais, avec des camarades, il attend tranquillement du secours, en jouant au bridge. Il ne s’attarde pas en Angleterre, rejoignant la France pour participer à des combats sur la Loire. Il ne cesse de combattre de Conches-en-Ouche jusqu’en Périgord. À Dangers, le 22 juin 1940, il est cité pour la seconde fois à l’ordre de la brigade.
Après l’Armistice, il demande la Syrie et est muté au 1er Régiment de Spahis à Beyrouth, mais quitte le régiment sans tarder pour être, sur sa demande, affecté aux Compagnies Légères du Désert. Seul chef dans son poste, chargé de la surveillance des pistes millénaires, Jean de Loisy semble avoir trouvé sa voie sur cette terre lourde d’histoire.

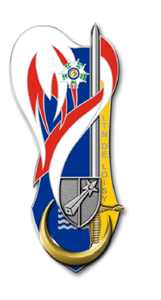
Insigne de la promotion Jean de Loisy

Il est rapatrié en métropole en septembre 1941 après la dissolution de son régiment, puis rejoint l’Afrique du Nord. À la création de la 1re division blindée, commandée par le général Jean Touzet du Vigier, sous les ordres du  général de Lattre de Tassigny, il rejoint le 2e régiment de chasseurs d'Afrique.
Il participe à la dure campagne de Tunisie et est des premiers engagements : Pichon, Fondouk, El Okbi, Hadj éd el Aioun. Avec le 2e régiment de chasseurs d’Afrique, il débarque le 10 septembre 1944 à Sainte Maxime près de Saint-Tropez. L’avance vers les Vosges est rapide. Malgré la résistance ennemie, son régiment progresse vers le Rhin. Il se bat à Lure, Servance, Travenin… Lorsqu’il reçoit pour objectif éloigné « le Rhin », il s’exclame « Enfin, mon capitaine, on va pouvoir faire une guerre de cavalier et foncer ». Le 19 novembre, à 13 heures, le peloton de Loisy débouche en avant-garde vers Seppois et après avoir réduit la résistance ennemie, fonce sur Bisel. Nouveaux combats à Bisel et Reroch, Feldbach. À Waldighoffen, l’ennemi est surpris et dispersé avant d’avoir pu réagir. À 15h45, il est à Oberdorf, à Mundsbach et après avoir détruit de nombreux véhicules allemands et laissé derrière lui près de 300 prisonniers, il arrive à 17h30 à Rosenau où il est le premier officier français qui ait l’honneur d’atteindre le Rhin. « Pour un officier de cavalerie, disait-il le soir dans sa joie, voir cela et mourir ».

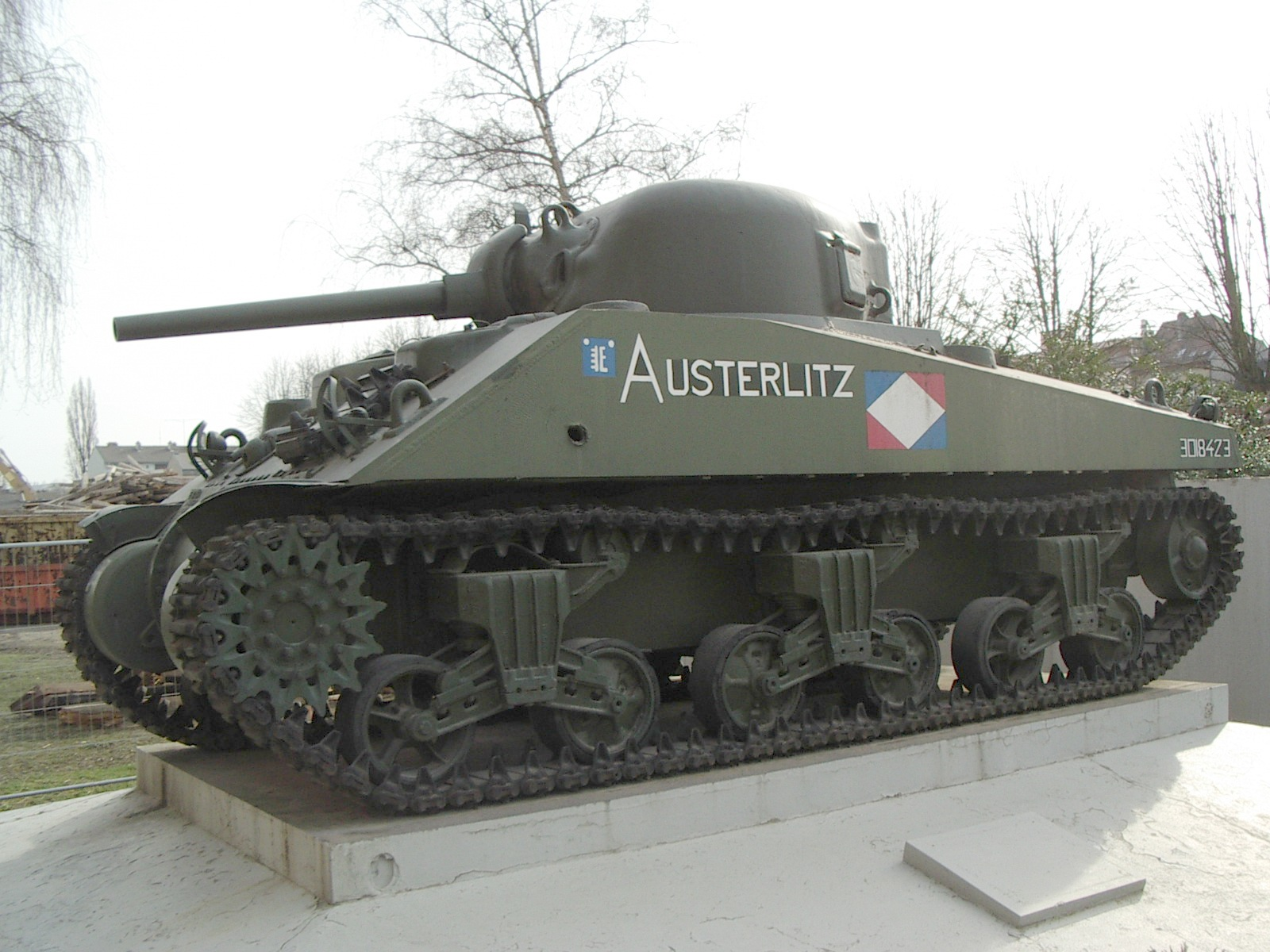
Le char Shermann M4A4 Austerlitz du lieutenant de Loisy

Après un jour de repos, le peloton de Loisy participe à la libération de Mulhouse. Le 21 novembre, il ouvre à travers les rues de la ville un chemin à l’infanterie qui va attaquer la caserne Coehorn. Le 23 novembre, il reçoit l’ordre d’appuyer l’infanterie dans une opération particulièrement difficile. Il part après s’être exclamé « n’ayez aucune crainte, au revoir mon capitaine, moteur en route ! ». Il trouvera la mort dans cette action. Lorsque son peloton apprend la terrible nouvelle, tous pleurent : l’aspirant Poumaroux tué peu après à Heimsbrunn le 26 novembre, affirme « le lieutenant était trop courageux, partout il marchait le premier ».
Ainsi à 28 ans s’achève la vie de cet officier français exemplaire qui semble à merveille incarner l’esprit du jeune Saint-Cyrien dont la vie fut aussi courte que grandiose. Le lieutenant Fuhr a décrit son camarade de combat : « le lieutenant de Loisy, grand bien découplé, le visage intelligent comme illuminé par une sorte de flamme intérieure, appartient à cette catégorie de chefs qui rayonnent et auxquels on obéit d’instinct car on a plaisir à le faire. Avec lui rien n’est banal. Il sait créer, autour de lui, une sorte d’univers fraternel et viril, auquel on est fier d’appartenir car on s’y sent meilleur qu’ailleurs. La combinaison américaine, d’habitude peu seyante, ne fait que souligner son aisance et sa classe. Oui un bel officier en vérité ».

### Décorations

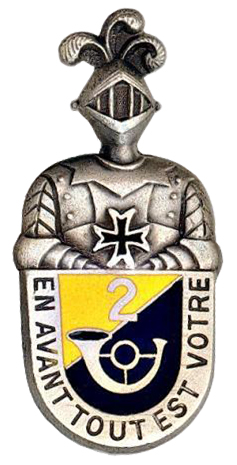
insigne régimentaire du 2e R.C.A.

|  |  |  |  |  |  |

#### Intitulés
- Chevalier de la Légion d'honneur
- croix de guerre 1939-1945 (5 citations)
- Insigne des blessés militaires avec deux étoiles (2 blessures).

## Hommage
- Le lieutenant Carrelet de Loisy a été choisi comme parrain de la promotion 2007-2010 de l'École Spéciale Militaire de Saint-Cyr.